# Множина рівня
Множиною рівня  {\displaystyle y_{o}\in E_{f}} функції  {\displaystyle f}, означеної на  {\displaystyle E_{f}} називається множина виду 
{\displaystyle f^{-1}(y_{o})=\{x:f(x)=y_{0}\}}.
Множина рівня функцій, що володіють фрактальними властивостями може бути одноточковою, зліченною або континуальною.

## Приклад
Розглянемо 2-вимірну евклідову відстань: {\displaystyle d(x,y)={\sqrt {x^{2}+y^{2}}}} Множнина рівня {\displaystyle L_{r}(d)} цієї функцій складається з точок, що лежать на відстані {\displaystyle r} від початку координат, тобто коло. Наприклад, {\displaystyle (3,4)\in L_{5}(d)}, бо {\displaystyle d(3,4)=5}. Геометрично це означає, що точка {\displaystyle (3,4)} приналежить колу радіуса 5 з центром в початку координат. Загальніше, сфера в метричному просторі {\displaystyle (M,m)} з радіусом {\displaystyle r} із центром у {\displaystyle x\in M} можна означити через множину рівня {\displaystyle L_{r}(y\mapsto m(x,y))}.

## Множини рівнів і градієнт

Розгляньмо функцію f чий графік виглядає як пагорб. Сині криві це множини рівня; червоні криві слідують напрямку градієнта. Обачний ходок обирає синю стежку; відважний ходок простує червоною стежкою. Зверніть увагу, що сині і червоні стежки завжди перетинаються під прямим кутом.

Теорема: Якщо функція f диференційовна, тоді в кожній точці градієнт f або рівний нулю, або перпендикулярний множині рівня f у цій точці.
Щоб збагнути, що це означає уявіть, що два скелелази в одній точці на горі. Один із них зухвалий і обирає напрямок найкрутішого схилу. Інший натомість поміркований; він не бажає ані дертись угору, ані спускатись донизу і обирає шлях уздовж якого він буде на тій самій висоті. Наша теорема стверджує, що ці скелелази розійдуться під прямим кутом.
| Сигма | Це незавершена стаття з математики. Ви можете допомогти проєкту, виправивши або дописавши її. |